# Колпаков Павел Олександрович
Павел Олександрович Колпаков (нар. 29 липня 1960, Запоріжжя) — київський композитор.

## Біографія
Народився 1960 року у місті Запоріжжя, Україна. З раннього дитинства почав грати на скрипці і фортепіано. Навчався у дитячій музичній школі по класу скрипки, потім — у Запорізькому музичному училищі ім. П. Майбороди. У 1983 році вступив до Київської консерваторії (нині — Національна музична академія України імені П. Чайковського) по класу скрипки. Невдовзі почав вивчати композицію під керівництвом Якова Губанова, учня Дмитра Шостаковича. У 1987 році перейшов на композиторський факультет, закінчив консерваторію за спеціальністю композиція у 1991 році.
Викладав предмети з теорії музики, зокрема, у Київському інституті музики ім. Рейнгольда Глієра і Національній академії керівних кадрів культури і мистецтв. Тривалий час співпрацював як композитор з Київським симфонічним оркестром і хором. З 2006 року є членом Національної спілки композиторів України.
У творчому доробку композитора — твори для симфонічного оркестру, камерних ансамблів, сольних інструментів. Симфонічні твори «Каприс» і «The Lost World» були записані Національною телерадіокомпанією України і увійшли до Художнього фонду Українського радіо. Твори Павла Колпакова виконувались на міжнародних фестивалях «Київ Музик Фест», «Київські літні музичні вечори», «Прем'єри сезону», Гогольфест. Композитор співпрацює з низкою відомих київських музикантів, серед яких співачки Єлізавета Ліпітюк, Ганна Коваль (сопрано), Тетяна Пімінова (мецо-сопрано), Ігор Єрмак (флейта), Олександр Авраменко, Артем Шестовський (кларнет), Олександр Кошелєв (гобой), Роман Фотуйма (саксофон), Янжима Морозова (скрипка), Жанна Марчинська (віолончель), піаністи Роман Рєпка, Микола Чикаренко, Роман Лопатинський та ін.
У 2013 році Павел Колпаков заснував у Києві Фестиваль камерної музики Sonor Continuus, головною ідеєю якого була популяризація світової академічної музики 20-21 століть. Концерти фестивалю проходили протягом року в залі Національної спілки композиторів України. У 2017 році започаткував проект сучасної музики Classical Jam.

## Основні твори
- «Sonor Continuus» для симфонічного оркестру (1991, незавершений)
- «Caprice» для симфонічного оркестру (2006)
- «The Lost World» для симфонічного оркестру (2007)
- «Лабіринт» для кларнета соло
- «Чакона» для скрипки соло
- «Гра в бісер» для флейти соло
- «Савана» для скрипки і віолончелі
- «Галактика мрії» для саксофона і фортепіано
- «Галактика мрії» для скрипки і фортепіано
- «Cantus Firmus» для флейти, кларнета, скрипки і віолончелі
- «Дивовижне видіння» для сопрано (мецо-сопрано) і фортепіано на вірші Д. Хармса
- «Дивовижне видіння» для сопрано, гобоя, кларнета, скрипки, віолончелі і фортепіано на вірші Д. Хармса
- «Танок тіней» для бас-кларнета соло
- «Пісня всесвіту» для октету мідних духових інструментів
- Цикл «Звукові скульптури» для фортепіано (2017)